# اسپر بلوسکی
اسپر بلوسکی (انگلیسی: Esper Beloselsky; ۸ اکتبر ۱۸۷۱ – ۵ ژانویهٔ ۱۹۲۱) قایقران قایق بادبانی اهل امپراتوری روسیه بود.